# Ambrogino d'Oro
Ambrogino D'oro（アンブロジーノ・ドーロ）はイタリアのミラノ市（コムーネ）に貢献した人に贈られる賞で、アンブロージョ金賞という意味。この賞はミラノの守護聖人のアンブロジウス（イタリア名：アンブロージョ）に由来する。毎年アンブロジウスの記念日である12月7日に表彰式が行われる。賞には金メダルと功績賞状とがあり、通例、各々複数の人が受賞する。
なお、Ambrogino d'Oroは、ミラノで主催される児童の歌唱コンクールの名前でもある。

## 参考
1. ↑  Ambrogino D'Oro